# Becoming X
Becoming X es el primer álbum de la banda inglesa Sneaker Pimps. Fue lanzado en 1996 y es el único que cuenta con la participación de Kelly Dayton como vocalista. Desde su segundo álbum (Splinter) en adelante, Chris Corner plasmaría su voz en los demás trabajos de la banda.
Becoming X contiene una de las canciones más conocidas de la banda: "6 Underground". Incluye también un cover de la canción "How Do", de la película "The Wicker Man". Esta canción luego saldría en escenas de las películas Abre los ojos y Hostel.

## Lista de canciones
1. Low Place Like Home (4:37)
2. Tesko Suicide (3:44)
3. 6 Underground (4:05)
4. Becoming X (4:14)
5. Spin Spin Sugar (4:20)
6. Post-Modern Sleaze (5:11)
7. Waterbaby (4:10)
8. Roll On (4:27)
9. Wasted Early Sunday Morning (4:27)
10. Walking Zero (4:31)
11. How Do (5:01)
12. 6 Underground (Nellee Hooper Edit) (3:53)

Solo en algunas ediciones del álbum